# Kỷ nguyên vươn mình
"Kỷ nguyên vươn mình" (khẩu hiệu đầy đủ: "Kỷ nguyên mới, kỷ nguyên vươn mình của dân tộc") là một khẩu hiệu chính trị được Tổng Bí thư Tô Lâm khởi xướng trong giai đoạn lãnh đạo Đảng Cộng sản Việt Nam của mình.

## Bối cảnh và cơ sở hình thành
Theo các cơ quan truyền thông của Đảng Cộng sản Việt Nam, Việt Nam đã trải qua hai "kỷ nguyên" với kỷ nguyên đầu tiên xuất phát từ thời điểm ngày 19 tháng 8 năm 1945, mở đầu cho nước Việt Nam Dân chủ Cộng hòa ra đời. Cho đến năm 1986, tại kỳ Đại hội Đảng Cộng sản Việt Nam lần thứ VI quyết định Đổi Mới đã trở thành kỷ nguyên thứ hai. Đồng thời, vào năm 2025, Việt Nam chính thức kỷ niệm 80 năm kể từ khi thành lập, 50 năm thống nhất đất nước và cũng là sau 40 năm Việt Nam thực hiện chương trình Đổi Mới. Đồng thời, là thời điểm diễn ra Đại hội Đảng các cấp tiến tới Đại hội đại biểu toàn quốc lần thứ XIV của Đảng vào năm 2026. Quy mô nền kinh tế Việt Nam được đánh giá từ năm 1986 đến 2024 cũng đã tăng trưởng 96 lần bao gồm nhiều Hiệp định thương mại tự do với tổng cộng hơn 60 quốc gia và nền kinh tế lớn. Đến năm 2024, Việt Nam đã vươn lên thành một trong 40 nền kinh tế lớn nhất thế giới, đồng thời nằm trong top 20 quốc gia hàng đầu về thu hút đầu tư nước ngoài và quy mô thương mại. Ngoài ra, Việt Nam cũng đã thiết lập quan hệ ngoại giao với 194 quốc gia. Quốc gia này cũng đã nâng cấp mối quan hệ lên 31 khuôn khổ Đối tác chiến lược và Đối tác toàn diện, bao gồm tất cả các nước Ủy viên Thường trực của Hội đồng Bảo an Liên hiệp quốc và các nền kinh tế thuộc Nhóm G7. Theo ông Tô Lâm, đây là thời điểm "hội tụ" đủ các yếu tố để Việt Nam bắt đầu một kỷ nguyên mới, một "kỷ nguyên vươn mình của dân tộc Việt Nam" với tên gọi là "Kỷ nguyên Văn minh hiện đại".

## Lý thuyết
Trong buổi trao đổi tại Học viện Chính trị Quốc gia Hồ Chí Minh, Tô Lâm đã trình bày những khái niệm cụ thể về "Kỷ nguyên mới, kỷ nguyên vươn mình của dân tộc Việt Nam". Ông khẳng định đây là "kỷ nguyên phát triển, kỷ nguyên thịnh vượng dưới sự lãnh đạo của Đảng Cộng sản". Trong thời kỳ này, Việt Nam hướng tới việc trở thành một nước "xã hội chủ nghĩa, dân giàu, nước mạnh, xã hội dân chủ, công bằng, văn minh, sánh vai cùng các cường quốc năm châu". Trong đó, ông khẳng định "mọi người dân đều có cuộc sống ấm no, hạnh phúc, được hỗ trợ phát triển và làm giàu". Đích đến của lý tưởng này là mục tiêu đến năm 2030, Việt Nam sẽ trở thành một nước đang phát triển, với công nghiệp hiện đại và thu nhập trung bình cao. Đến năm 2045, Việt Nam sẽ tiến tới việc trở thành một nước xã hội chủ nghĩa với thu nhập cao. Theo đường lối, Việt Nam sẽ chú trọng vào việc thúc đẩy năng lực sáng tạo và phát triển hệ sinh thái đổi mới sáng tạo với mục đích biến khoa học – công nghệ và đổi mới sáng tạo thành động lực cho sự phát triển nhanh và bền vững với tinh thần "tự chủ, tự tin, tự lực, tự cường, tự hào dân tộc".

## Tuyên truyền
Vào ngày 23 tháng 9 năm 2024, tại Đại học Columbia, Tô Lâm đã phát biểu rằng sau gần 80 năm thành lập đất nước và gần 40 năm đổi mới, dưới sự lãnh đạo của Đảng Cộng sản, Việt Nam đang bước vào một giai đoạn lịch sử mới. Ông đã nhấn mạnh rằng đây là kỷ nguyên phát triển của Dân tộc.
Hà Phước Thắng, Thành ủy viên Thành phố Hồ Chí Minh cũng đã nhấn mạnh rằng bên cạnh việc tuyên truyền trong nước, cần có nỗ lực tuyên truyền cho kiều bào về các chính sách, đề án và kế hoạch lớn của đất nước, đặc biệt là của Thành phố Hồ Chí Minh trong "kỷ nguyên vươn mình của dân tộc".

## Đánh giá
Theo chia sẻ của đại sứ Hoa Kỳ tại Việt Nam Marc Knapper, lượng tài nguyên mà Việt Nam đang có chính là con người và tin tưởng rằng Việt Nam sẽ sớm trở thành một trung tâm công nghệ cao ở khu vực và trên thế giới. Còn theo Iain Frew, đại sứ Vương quốc Anh tại Việt Nam thì chính phủ Việt Nam đã chỉ ra 3 yếu tố có khả năng tác động đến tương lai trong quy hoạch mà chính phủ này đề ra bao gồm: phát triển công nghệ, chuyển đổi số và chuyển đổi xanh. Các yếu tố này sẽ góp phần đưa Việt Nam phát triển và giữa hai nước có thể hợp tác với nhau về khoa học và công nghệ, trí tuệ nhân tạo cũng như chất bán dẫn. Tương tự, đại sứ Pháp tại Việt Nam Olivier Brochet cũng đã nêu ra các lĩnh vực mà Pháp mong muốn hợp tác với Việt Nam bao gồm: năng lượng, giao thông đường sắt, nông nghiệp bền vững và đào tạo nguồn nhân lực chất lượng cao. Đối với đại sứ Nhật Bản tại Việt Nam Itō Naoki, ông ca ngợi vào chính kỷ nguyên này dưới sự dẫn dắt của Tô Lâm sẽ là "cơ hội tuyệt vời để phát triển" về mối quan hệ ngoại giao giữa hai nước.

## Tranh cãi

### Vấn đề tinh gọn truyền thông
Về vấn đề tinh gọn bộ máy đối với các kênh truyền hình nhà nước như VTC và VOV TV, theo Hồ Như Ý, một nhà nghiên cứu về Trung Quốc ở Ba Lan thì Việt Nam đang mong muốn kiểm soát xã hội chặt chẽ hơn nhằm "thống nhất tư tưởng trong xã hội". Ông nhận định rằng Việt Nam có khả năng đang đi theo hướng tương tự như chính sách truyền thông của Tập Cận Bình. Theo tiến sĩ Nguyễn Huy Vũ, thay vì cho phép tư nhân hóa các kênh truyền hình thì chính quyền Việt Nam đã thực hiện đóng cửa để hạn chế xu hướng việc các kênh truyền thông này đáp ứng nhu cầu tinh thần của người dân. Còn theo Phó Giáo sư Nguyễn Hoàng Ánh, việc giảm thiểu kênh truyền hình sẽ khiến người dân bị hạn chế sự lựa chọn hơn khi chỉ còn mỗi Đài Truyền hình Việt Nam.